# كأس الملك السعودي 1976
كأس الملك السعودي 1976 أو ما يعرف قديماً باسم كأس جلالة الملك 1396 هجرية، هو النسخة الثامنة عشر من بطولة كأس خادم الحرمين الشريفين، أقيم النهائي في الرياض على ملعب الملز يوم الجمعة 4 يونيو 1976 الموافق 6 جمادى ثاني 1396 بين نادي النصر ونادي الأهلي وفاز به النصر بنتيجة 2-0.

## عن الفريقين
| الفرق المتقابلة | نهائيات جمعت الفريقين حتى تاريخه |
| --------------- | -------------------------------- |
| النصر           | 1974، 1974، 1976، 1976           |
| الأهلي          | 1971، 1973                       |

| الجمعة 4 يونيو 1976 نهائي | النصر                                    | 2–0   | الأهلي | الرياض                                                                                           |
| 15:30 (ت ع م+03:00)       | - محمد سعد العبدلي 35' - سعد السدحان 82' | تقرير |        | الملعب: ملعب الأمير فيصل بن فهد (الملز) الحضور: الملك خالد بن عبد العزيز الحكم: عبدالرحمن الدهام |